# Etayo
Etayo (en euskera: Etaiu) es un municipio español de la Comunidad Foral de Navarra, situado en la Merindad de Estella, en la comarca de Estella Oriental y a 59 km de la capital de la comunidad, Pamplona. Su población en 2024 fue de 70 habitantes (INE), su término municipal tiene una superficie de 13,02 km² y su densidad de población es de 5.2 
 hab/km². En su término municipal a unos dos kilómetros de Etayo se encuentra la aldea de Learza, uno de los pueblos que constituían el valle del Ega.

## Símbolos
El Escudo de armas de Etayo tiene el siguiente blasón:

Cortado: 1.º de azur y el anagrama de la virgen surmontado de una corona real, ambos símbolos de oro. 2.º de gules y una estrella de oro de ocho puntas.

Esta estrella la viene usando por pertenecer al valle del Ega, la mayoría de cuyos pueblos usaron el distintivo de la cabecera de merindad.

## Toponimia
De origen desconocido. El gentilicio es «etayuco». En documentos antiguos aparece como Etaio, Etayo (1211-1322,1234, 1350, 1366, 1532, NEN), Etaioco (1104, NEN), Etayuco, Garcia (1257, NEN), Etay videa (1394, NEN), Ethayo (1312, 1345, NEN), Talo y Thaio (1217, 1240, NEN).

## Geografía
Etayo está situado en la parte oriental de la Comunidad Foral de Navarra, dentro de la región geográfica de la Zona Media o Navarra Media y la comarca de Tierra Estella. Su término municipal tiene una superficie de 13,03 km² y limita al norte con Legaria y Oco; al este con Olejua y Villamayor de Monjardín; al sur con Los Arcos y al oeste con Piedramillera y Sorlada.

### Relieve e hidrología
Etayo tiene una altitud de 595 m s. n. m. Su terreno es ondulado y se distinguen dos unidades geomorfológicas: una llana al norte y otra montañosa al sur de la cual destacan el monte Monjardín y el cerro de San Cristóbal. Su término no es regado por ningún río de consideración.

### Clima
El clima de la zona es Mediterráneo Continental. La temperatura media anual oscila entre los 8 y 11 °C y el índice de precipitación anual 500 y 800 mm. Estas son más abundantes en otoño y primavera llegándose a alcanzar en algunos meses en estas estaciones de 80 a 100 mm. Los inviernos son bastante fríos y los veranos especialmente secos durante los meses de julio y agosto.

## Historia

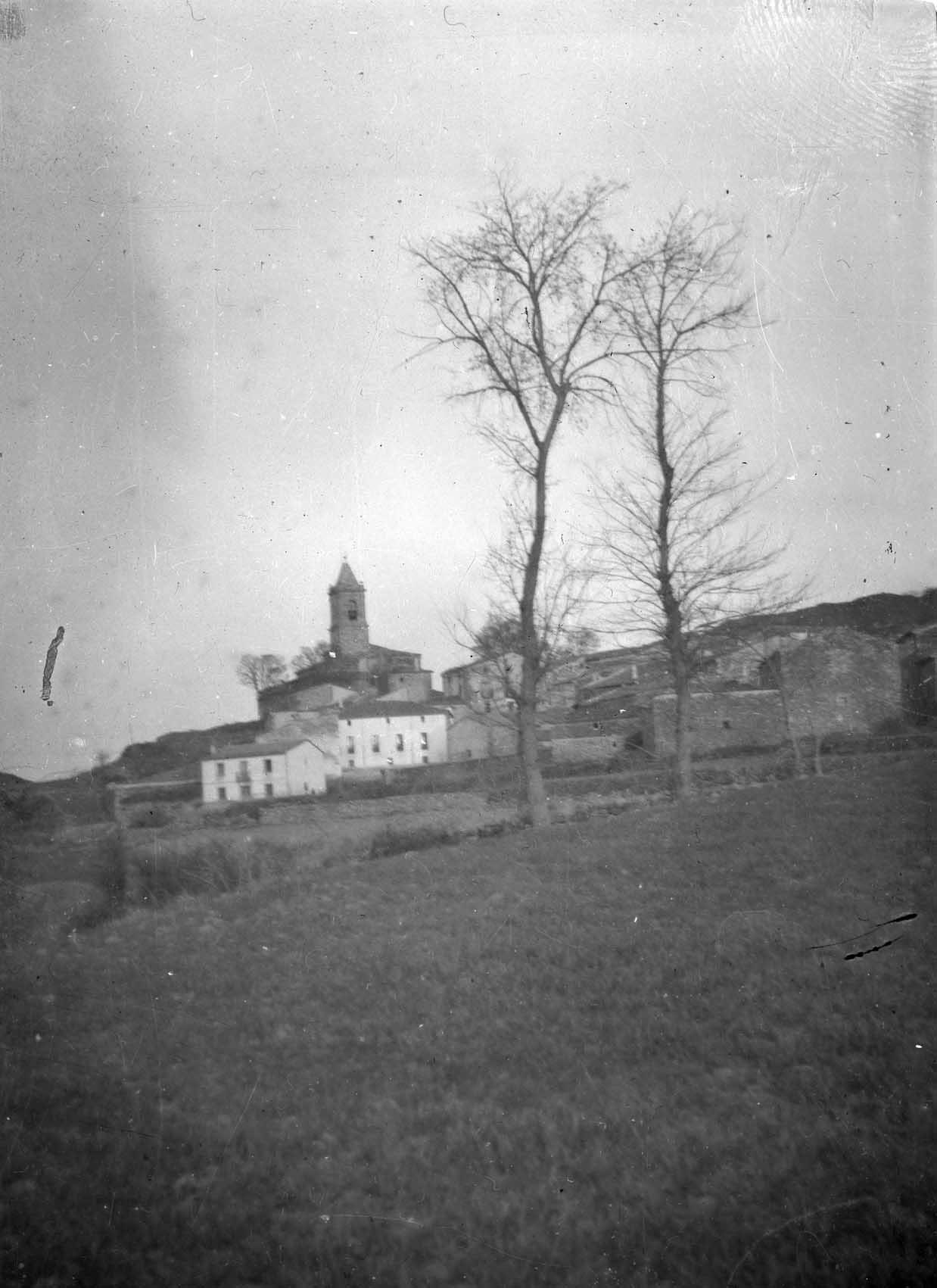
Etayo en 1954, fotografía de Indalecio Ojanguren.

### Edad Media
Etayo fue declarado pueblo realengo por el rey Teobaldo II en 1234. Carlos II se lo entregó a Beltrán Vélez de Guevara y después pasó a depender de Fernando de Baquedano y de la iglesia de Gollano que lo heredó de aquel. En 1369 fue vendido junto con Oco y Riezu a Miguel Pérez de Ciriza. Pagaba por aquellos años junto con su vecino Olejua un tributo llamado ostadías que consistía en 2 nietros de vino, 15 sueldos y 8 dineros. En 1408 Carlos III donó perpetuamente Etayo, Oco y los montes de Granada excepto la jurisdicción civil y criminal a Pedro Vélez de Guevara.

## Demografía
Etayo cuenta con una población de 70 habitantes (INE 2024).
| Gráfica de evolución demográfica de Etayo entre 1842 y 2024 |
| |
| Población de derecho según los censos de población del INE Población de hecho según los censos de población del INEEntre el censo de 1857 y el anterior, crece el término del municipio porque incorpora a 315065 (Learza) |

## Administración y política
La administración política se realiza a través de un ayuntamiento de gestión democrática cuyos componentes se eligen cada cuatro años por sufragio universal desde las primeras elecciones municipales tras la restauración de la democracia en España, en 1979. El censo electoral está compuesto por los residentes mayores de 18 años empadronados en el municipio, ya sean de nacionalidad española o de cualquier país miembro de la Unión Europea. Según lo dispuesto en la Ley Orgánica del Régimen Electoral General, que establece el número de concejales elegibles en función de la población del municipio, la corporación municipal está formada solo por el alcalde. La sede del Ayuntamiento de Etayo está situada en la plaza Santa María, 1 de la localidad.
En las elecciones municipales de 2007, Unión del Pueblo Navarro (UPN) obtuvo 47 votos, y su candidato Antonio Tomás Sanz Azedo Lizarraga fue elegido como alcalde. El otro candidato Juan Miguel Salinas Maeztu de CIE obtuvo 36 votos. Del censo electoral formado por 95 personas, participaron 86, se abstuvieron 9 y hubo 2 votos en blanco.
| Candidato                          | Partido político                      | Votos | Elegido |
| ---------------------------------- | ------------------------------------- | ----- | ------- |
| Antonio Tomás Sanz Azedo Lizarraga | Unión del Pueblo Navarro (UPN)        | 47    | Sí      |
| Juan Miguel Salinas Maeztu         | Comisión Independiente de Etayo (CIE) | 36    | No      |

| Mandato   | Nombre del alcalde                 | Partido político   |
| --------- | ---------------------------------- | ------------------ |
| 1999-2003 | Juan Miguel Salinas Maeztu         | AESC               |
| 2003-2007 | Juan Miguel Salinas Maeztu         | A.I. San Cristóbal |
| 2007-     | Antonio Tomás Sanz Azedo Lizarraga | UPN                |

## Cultura

### Patrimonio

#### Monumentos religiosos
Iglesia de Nuestra Señora de la Asunción
Es un edificio renacentista de finales del siglo XVI, aunque ha sufrido numerosas reformas posteriores hasta el siglo XIX. La primitiva planta parroquial presenta una nave dividida en tres tramos, crucero de brazos largos, que se prolonga hasta la zona de la cabecera, la cual presenta forma poligonal. La nave está sostenida por arcos fajones con forma de medio punto, que descansan sobre pilastras. La bóveda es de medio cañón en los tres tramos de la nave, mientras que en la zona del crucero es vaída. El exterior del edificio está formado por sillería en la que hay pocos vanos, lo que otorga al conjunto cierto sabor medieval. Rompe la sobriedad del templo la torre, del siglo XVIII, ubicada en la zona de los pies y realizada por Francisco de Ibarra en dos sencillos cuerpos de sillería. En 1799 Juan José de Armendáriz emprendió la reforma del templo de acuerdo con patrones neoclásicos, pero su muerte interrumpió los trabajos en 1804 y fue Pedro Nolasco Ventura quien los finalizó.
Dentro del templo se encuentran varios retablos con varias piezas del siglo XVII. El retablo mayor, cuya titular es la Virgen de la Asunción, es una pieza de finales del siglo XVII, realizada por Juan de Almándoz. Su estructura se centra en un cuerpo de triple calle, que se articula mediante columnas de orden compuesto. El conjunto se remata con un ático de forma curva. Las tallas ubicadas en las hornacinas del retablo son del siglo XIX, mientras que los relieves del relicario del retablo, son obra de estilo romanista de Bernabé Imberto.
En el lado del Evangelio se ubica el retablo de San Sebastián, que data de comienzos del siglo XVII. Obra romanista atribuida también a Bernabé Imberto. Presenta el estilizado retablo en un cuerpo de triple calle, que se estructura mediante columnas de orden jónico. El conjunto es rematado con un cuerpo de columnas de traza similar y frontón curvo. Completa la colección retablística una pieza de estilo rococó, dedicada a la Virgen de la Dolorosa. En otras dependencias de la parroquia se localiza una pila bautismal románica del siglo XIII. La colección de piezas de la sacristía, presenta varias piezas de los siglos XVII y XVIII. Entre las mismas destacan varios cálices, ostensorios e incensarios de plata.

#### Monumentos civiles
- Casa consistorial: es un edificio construido con ladrillos amarillos y pilares de mampostería, cuyas paredes está enlucidas y pintadas.

### Fiestas y eventos

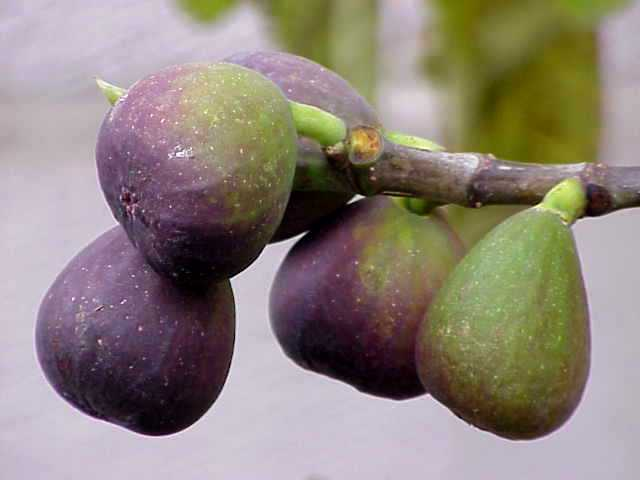
Los famosos higos de Etayo

- Fiestas patronales: Se celebran del 14 al 16 de agosto en honor de la Virgen de la Asunción.
- Cuenta la tradición que todas las higueras del pueblo tienen dueño.[9]